# Colin Wells
Colin Wells es un personaje ficticio encargado de analizar la inteligencia del MI5, en la serie Spooks. Colins fue interpretado por el actor Rory MacGregor desde el 20 de mayo de 2002 hasta el 17 de septiembre de 2006, luego de que su personaje fuera asesinado en una operación.

## MI5
Colin se une a la Sección D antes de diciembre de 1999 y poco se sabe de su vida privada solo que su libro favorito es "The Hitchhiker's Guide to the Galaxy". Es el técnico y analista del equipo, aunque le gusta mucho su trabajo nunca ha tenido el estilo de Tom Quinn y Danny Hunter. Sin embargo, es un apoyo y miembro vital para el MI5 y sus compañeros. Es un maestro usando todos los aparatos e instrumentos de su trabajo y puede encontrar la manera más fácil de evitar sofisticados sistemas de seguridad.
Su primera aparición fue en el 2.º episodio de la 1.ª temporada, como un técnico del MI5 que tenía apariciones ocasionales; así como con los demás integrantes del equipo, Wells apareció con más frecuencia. Colin mantiene una buena relación con todos sus compañeros de trabajo, en especial con su compañero el también analista de inteligencia Malcom Wynn-Jones, con quien entabló una gran amistad.
Colin es brutalmente asesinado en el primer episodio de la quinta temporada durante un intento de ataque terrorista perpetado por el SIS en Gran Bretaña, quienes lo colgaron de un árbol; su muerte ocasiona que su amigo Malcom considere la posibilidad de abandonar al equipo, pero Adam Carter lo persuade de quedarse.